# Basser Holz und Werder
Das Basser Holz und Werder ist ein Naturschutzgebiet in der niedersächsischen Stadt Neustadt am Rübenberge in der Region Hannover.

## Allgemeines
Das Naturschutzgebiet mit dem Kennzeichen NSG HA 253 ist circa 74 Hektar groß. Ein Teil des Naturschutzgebietes ist Bestandteil des FFH-Gebietes „Aller (mit Barnbruch), untere Leine, untere Oker“. Im Geltungsbereich der Naturschutzverordnung ersetzt es das Landschaftsschutzgebiet „Untere Leine“, von dem es ansonsten größtenteils umgeben ist. Das Gebiet steht seit dem 16. Oktober 2020 unter Naturschutz. Zuständige untere Naturschutzbehörde ist die Region Hannover.

## Beschreibung
Das Naturschutzgebiet liegt nordöstlich von Neustadt am Rübenberge zwischen den Ortsteilen Mariensee und Basse in der Aue der Leine. Im Süden des Naturschutzgebietes stocken unterschiedliche Waldgesellschaften. Nach Nordosten schließen sich daran Grünländer an, die teilweise von Gehölzstrukturen gegliedert sind. Die Grünländer sind teilweise als seggen-, binsen- und hochstaudenreiche Nasswiesen ausgebildet. Im Bereich von durch Kiesabbau entstandenen Stillgewässern sind Röhrichtbestände ausgebildet. Stellenweise sind Kleingewässer ausgebildet. Im Norden ist die westlich des Hagener Bachs liegende und mit Gehölzen bestandene Niederterrassenkante in das Naturschutzgebiet einbezogen.
Die Wälder werden von Waldmeister-Buchenwäldern, Eichen-Hainbuchenwäldern und Auwäldern gebildet. In den Buchenwäldern dominiert die Rotbuche. Die Wälder sind teilweise aus Eichen-Hainbuchenwäldern hervorgegangen, so dass auch Stieleiche und Hainbuche auftreten. Dazu gesellen sich Esche und Vogelkirsche. In der Krautschicht siedeln Buschwindröschen und Waldsegge. In den aus Stieleiche und Hainbuche gebildeten Eichen-Hainbuchenwäldern stocken Mischbaumarten wie zum Beispiel Esche, Feldahorn und Winterlinde. In der Krautschicht siedeln Hainsternmiere, Hohe Schlüsselblume und Goldhahnenfuß. Die Auwälder sind als Weichholzaue oder aus Stieleiche, Esche, Flatterulme und Feldulme gebildete Hartholzaue ausgeprägt. Die Wälder verfügen über einen hohen Alt- und Totholzanteil. Die Grünländer beherbergen beispielsweise Sumpfdotterblume, Gelbe Wiesenraute, Rapunzelglockenblume, Wiesenalant, Sumpfsternmiere und Großen Odermennig. Hochstaudenfluren entlang der Fließgewässer und an Waldrändern werden unter anderem von Echtem Mädesüß, Gewöhnlichem Blutweiderich, Gewöhnlichem Gilbweiderich und Wasserdost gebildet.
Das Naturschutzgebiet ist je nach Standort Lebensraum für verschiedene Vogelarten, darunter Schwarz-, Grau-, Grün-, Mittel- und Kleinspecht, Kuckuck, Neuntöter, Nachtigall, Feldschwirl sowie Fledermäuse wie Großes Mausohr, Bechsteinfledermaus, Teichfledermaus, Fransenfledermaus, Wasserfledermaus, Zwergfledermaus, Mückenfledermaus, Rauhautfledermaus, Großer und Kleiner Abendsegler, Breitflügelfledermaus sowie Bartfledermäusen und Langohrfledermäusen. Das Naturschutzgebiet beherbergt auch eine artenreiche Insektenfauna. So sind hier beispielsweise Sumpfschrecke, Säbeldornschrecke, Wiesengrashüpfer, Großer Schillerfalter, Dukatenfalter, Hornkraut-Sonneneulchen, Gebänderte Prachtlibelle und Grüne Flussjungfer heimisch.
Der Hagener Bach als naturnah ausgeprägtes Gewässer beherbergt unter anderem Bachforelle und Bachneunauge. Die Stillgewässer sind Lebensraum verschiedener Amphibien, darunter Seefrosch, Kamm- und Teichmolch. Sie beherbergen unter anderem verschiedene Laichkräuter und Wasserschläuche sowie die Krebsschere. Die Gewässer im Naturschutzgebiet sind Lebensraum und Wanderkorridor für Biber und Fischotter.
Das Naturschutzgebiet ist vielfach von landwirtschaftlichen Nutzflächen umgeben. Im Westen wird es vom Hagener Bach begrenzt, im Südosten von der Leine. Im Westen grenzt ein Abschnitt des Naturschutzgebietes an die Ortslage von Mariensee, im Osten an eine Kläranlage. Im Süden grenzt das Naturschutzgebiet an eine zwischen Mariensee und Basse verlaufende Kreisstraße.